# Oskar Wahlström
Oskar Wahlström (* 16. August 1976 in Bie, Gemeinde Katrineholm) ist ein ehemaliger schwedischer Profifußballspieler. Der Torwart stand zwischen 2004 und 2009 bei Djurgårdens IF in der Allsvenskan unter Vertrag und gewann mit dem Verein 2004 den Svenska Cupen und 2005 das Double aus Meisterschaft und schwedischem Landespokal.

## Werdegang
Wahlström begann mit dem Fußballspielen in seinem Heimatort bei Bie GoIF. Anschließend ging er zu Katrineholms SK. Vom Fünftligisten wechselte er schließlich 1998 zum IFK Västerås, bei dem er 33 Ligapartien absolvierte und im Jahre 2000 zu Västerås SK in die Superettan. Als Stammtorhüter lief er für den Zweitligisten auf und trug in der Zweitligaspielzeit 2003 mit 28 Spieleinsätzen zum Klassenerhalt des Klubs bei.
Damit überzeugte Wahlström auch höherklassige Vereine. 2004 wurde er von Djurgårdens IF als Ersatztorhüter hinter Pa Dembo Tourray verpflichtet. Dort kam er in der Allsvenskan unregelmäßig zum Einsatz, konnte aber – allerdings ohne Einsatzzeit im Saisonverlauf – mit dem Klub 2005 den schwedischen Meistertitel feiern. Dafür stand er im selben Jahr in den Pokalspielen zwischen den Pfosten und trug somit zum Erreichen des Finales um den Svenska Cupen bei. Beim 2:0-Erfolg durch Tore von Toni Kuivasto und Tobias Hysén über Assyriska Föreningen im Endspiel stand er ebenfalls im Tor des Klubs. Nach Ablauf seines Drei-Jahres-Kontraktes entschied sich der Klub Ende 2006 zur Vertragsverlängerung um zwei Jahre.
Nachdem Wahlström sich bei Djurgårdens IF nicht endgültig durchsetzen konnte, kehrte er nach Ablauf seines Vertrages im Dezember 2008 zunächst nach Västerås zurück. Mitte des Monats verständigten sich der Stockholmer Verein und der Spieler jedoch auf die Verlängerung des Vertrages um eine weitere Spielzeit. Erneut kam er lediglich als Ersatzmann für Pa Dembo Touray, der verletzungsbedingt ausfiel, zu insgesamt sechs Saisonspielen in der Spielzeit 2009. Daher entschied er sich nach Ablauf der Spielzeit erneut zum Verlassen des Klubs.
Wahlström kehrte daraufhin zu seiner ehemaligen Spielstation Västerås SK zurück, wo er als Assistenztrainer eingestellt wurde und dort sporadisch auch zu seinen Einsätzen im Herrenteam kam. Mit der Mannschaft schaffte er 2010 den Aufstieg in die zweithöchste schwedische Fußballliga, wobei er selbst es in dieser Saison zu einem Ligaeinsatz brachte. Nach dem Aufstieg hütete er in bisher zwei Partien das Tor seines Teams, war dabei aber gleich einer von mehreren Torhütern, die zu diesem Zeitpunkt im Profikader von Västerås vertreten waren.

## Erfolge
- Schwedischer Meister: 2005 (ohne Ligaeinsatz)
- Schwedischer Pokal: 2004 (ohne Finaleinsatz), 2005
- Meister der Division 1: 2010